# W3C Software Notice and License
 (avril 2021).
Si vous disposez d'ouvrages ou d'articles de référence ou si vous connaissez des sites web de qualité traitant du thème abordé ici, merci de compléter l'article en donnant les références utiles à sa vérifiabilité et en les liant à la section « Notes et références ».
La W3C Software Notice and License est une licence libre utilisée par les logiciels distribués par le World Wide Web Consortium (W3C), comme le navigateur web Amaya.
Elle est similaire à la Licence BSD et la Fondation pour le logiciel libre l'a déclaré compatible avec Licence publique générale GNU.